# Rafhael Domingues
Rafhael Domingues, mais conhecido como Rafhinha (Marechal Cândido Rondon, 2 de março de 1992), é um futebolista brasileiro que atua como atacante. Desde maio de 2019, Rafhinha defende pela segunda vez o Inter de Lages.

## Carreira

### Juventude
Rafhinha iniciou a sua carreira nas categorias de base de vários clubes do  Paraná, incluindo  Coritiba,  Paraná, o Atlético Esportivo Sobradinho e Clube Botafogo de Marechal Rondon, antes de assinar com Toledo Colônia Work. Ele também teve uma breve passagem pelas categorias de base do clube alemão Borussia Dortmund.

### Toledo
Sua estreia profissional no Toledo ocorreu em 2009 e, em 2011, ele ajudou o clube a conquistar o acesso à elite do Campeonato Paranaense. Rafhinha marcou seu primeiro gol na primeira divisão em 25 de março de 2012 em uma vitória por 3 a 1 contra o  Roma. Em 28 de abril de 2012, Rafhinha ajudou o Toledo a derrotar o Iraty por 4 a 1 ao marcar dois gols na partida.

### New York Red Bulls
No início de 2013, Rafhinha juntou-se à equipe americana New York Red Bulls para um período de avaliações. Em 18 de março de 2013, o clube anunciou que tinha assinado com o atleta.

## Seleção
Rafhinha, que é de herança austríaca, estreou na seleção austríaca sub-18 em 2010. Ele fez sua primeira partida pela equipe na vitória por 3 a 1 contra a República Checa - e marcou dois gols.

## Títulos
Inter de Lages
- Campeonato Catarinense - Série B: 2014